# 阿布雷乌埃利马
阿布雷乌埃利马是巴西伯南布哥州的一个市镇。总面积129.1平方公里，总人口92242人，人口密度714.5人/平方公里。